# 10 000 BC: Prehistoryczna legenda
10 000 BC: Prehistoryczna legenda (ang. 10,000 BC) – południowoafrykańsko-amerykański film przygodowy z 2008 roku w reżyserii Rolanda Emmericha. Światowa premiera filmu miała miejsce 22 lutego 2008 roku.
Polski tytuł alternatywny: 10 000 lat przed naszą erą.
Autorką kolekcji rzeźb do filmu była polska rzeźbiarka Ludwika Ogorzelec.

## Treść
Młody myśliwy D'Leh jest członkiem plemienia, zamieszkującego odizolowaną wioskę w górach. Pewnego dnia grupa nieznanych wojowników napada na jego wioskę i porywa część mieszkańców, wśród nich piękną Evolet - jego miłość. D'Leh, staje na czele małego oddziału, który rusza w pogoń za porywaczami. Wkrótce wkraczają w nieznane krainy i odkrywają, że istnieją inne cywilizacje. Po drodze muszą walczyć z prehistorycznymi drapieżnikami i stawiać czoła surowym żywiołom. Znajdują jednak towarzyszy, członków spotkanych po drodze innych plemion, którzy także zostali napadnięci przez tych samych wrogów i którzy łączą swoje siły z oddziałem D'Leha. Na końcu ich heroicznej wyprawy odkrywają tajemniczą cywilizację, która wykorzystuje niewolników do budowy piramid. Na ich czele stoi król, uważany za boga. Towarzysze postanawiają podjąć walkę o uwolnienie współplemieńców.

## Obsada
- Steven Strait jako D'Leh
- Camilla Belle jako Evolet
- Cliff Curtis jako Tic'Tic
- Joel Virgel jako Nakudu
- Affif Ben Badra jako Warlord
- Mo Zinal jako Ka'Ren
- Nathanael Baring jako Baku